# Avenida de la Reina Victoria (Pontevedra)
La avenida de la Reina Victoria (Avenida da Raíña Vitoria Uxía en gallego) es una avenida de la ciudad española de Pontevedra situada en el Ensanche.

## Origen del nombre
La avenida recibe su nombre en homenaje a la reina Victoria Eugenia de Battenberg, quien visitó la ciudad en 1927 junto a su esposo, el rey Alfonso XIII.

## Historia
Al frente de la actual avenida Reina Victoria, en su tramo este, el arquitecto municipal José García Limeses proyectó en 1850 la nueva cárcel de la ciudad en el solar que ocupa actualmente el Palacio de Justicia de Pontevedra, que sustituyó a la demolida cárcel histórica que se encontraba junto al puente del Burgo.
Antes de la existencia de la actual avenida Reina Victoria, en 1861, en esa misma ubicación se encontraba un callejón conocido como Congostra de los Frailes, que conectaba los barrios de San Roque y San José. La necesidad de abrir una nueva calle en esta área cobró fuerza principalmente con la llegada de la vía férrea y el inicio del tráfico ferroviario en 1884.
En 1901 ya se mencionaba una calle que conectaba la calle de la Oliva con el Vergel de San José, actualmente ocupado por el Instituto de educación secundaria Sánchez Cantón. Esta vía fue evolucionando hasta convertirse en el trazado de la actual avenida, inicialmente un camino delimitado por la vía férrea por un lado, separada de él por un seto, y un terraplén granítico que descendía hacia el río Gafos por el otro. Con la mejora progresiva del camino, en 1919 recibió el nombre de Paseo de la Reina Victoria. El paseo contaba con pasos a nivel en las intersecciones con las calles Rosalía de Castro y San Roque. En 1931, la vía pasó a denominarse Paseo de Rosalía de Castro, aunque este nombre no perduró.
En 1948 el ayuntamiento de Pontevedra cedió el solar que ocupaba la antigua cárcel al final de la avenida para construir el Palacio de Justicia de Pontevedra y en 1954 la Diputación de Pontevedra aportó un millón de pesetas para su construcción. El nuevo Palacio de Justicia de Pontevedra, sede de la Audiencia Provincial de Pontevedra, fue inaugurado el 17 de septiembre de 1956 en la calle Rosalía de Castro, con frente a la avenida en su lado este.
El desmantelamiento de la vía férrea facilitó la ampliación del paseo, que adoptó una nueva configuración de avenida en la década de 1970. En 1972, después de retirar los raíles y eliminar el seto que los separaba del paseo, la avenida alcanzó su anchura actual, permitiendo tanto la circulación de vehículos como el uso del espacio para aparcamiento. En 1978, se llevó a cabo una reurbanización integral, con la renovación de los pavimentos y la instalación de un nuevo alumbrado público, y la avenida fue oficialmente inaugurada.
En 2020, el tramo central de la avenida fue transformado en zona peatonal y cerrado al tráfico, lo que generó una controversia entre los habitantes de la ciudad. En 2022 se instaló en este espacio un skatepark compuesto por once elementos modulares de granito desmontables.

## Descripción

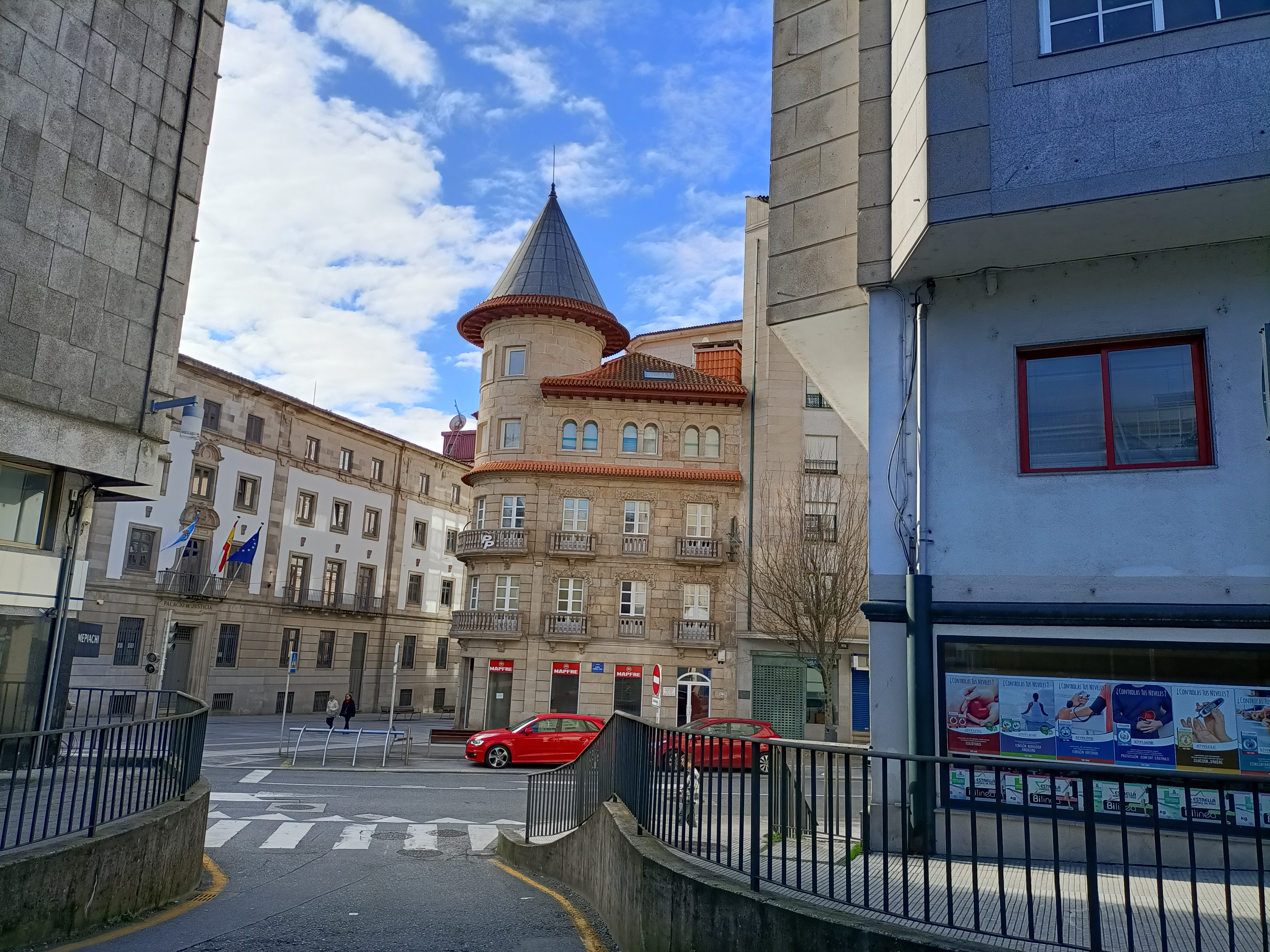
Edificio historicista en rotonda en la avenida.

La avenida Reina Victoria, de 315 metros de longitud, recta y llana, conecta la avenida de Augusto García Sánchez con el paseo de Colón, ambos destacados ejes viarios de la ciudad. La avenida, con una anchura variable de 12 a 20 metros, se extiende de forma longitudinal en un nivel inferior, al sur del parque de las Palmeras. En su tramo sur confluyen la calle San Roque, la calle Palamios y la calle Rosalía de Castro, mientras que en su lado norte entronca con la calle Alameda, la Gran Vía de Montero Ríos a través de unas amplias escaleras de piedra, y la calle Pastor Díaz.
La avenida combina diversos usos, integrando áreas residenciales, comerciales y de servicios. En su extremo este se alinean edificios de viviendas, construidos a finales de los años 1980 y principios de los 1990, cuyos bajos están ocupados por locales comerciales. En el lado sur destaca el instituto de educación secundaria Sánchez Cantón, originalmente edificado en 1971 y reconstruido en 1985 tras presentar problemas estructurales. Por el lado norte, un muro de piedra coronado por una barandilla actúa como mirador, ofreciendo vistas tanto a la avenida como a la ría de Pontevedra desde el parque de las Palmeras. Además, en el extremo noroeste de la avenida se encuentra una de las entradas al aparcamiento subterráneo situado bajo la Gran Vía de Montero Ríos.
En el extremo sureste de la avenida, en la intersección con la calle Rosalía de Castro, se alza un edificio de carácter histórico que aporta un notable valor arquitectónico al entorno. Se trata de un edificio de piedra con composición en rotonda que fue construido a principios del siglo XX sobre una edificación anterior de 1850. Es un edificio de estilo historicista de cinco plantas que destaca por el remate de su torreón en forma de cúpula cónica. Los dos primeros pisos presentan múltiples balcones con balaustres y puertas balconeras dispuestos simétricamente y adornados con decoración incisa vegetal en los dinteles. Las ménsulas que sostienen los balcones poseen ornamentación modernista. En el tercer piso las fachadas laterales se distinguen por las ventanas geminadas con arcos de medio punto. Destaca el singular alero de madera.
La avenida se distingue por su cuidado arbolado ornamental, con 17 ciruelos de Pissard en el lado norte, cuyas hojas púrpuras y flores rosadas añaden un aire distintivo al paisaje urbano. En el extremo noroeste, destacan además dos arces rojos y dos arces reales, que realzan la diversidad vegetal del entorno.